# Maiski (Adygeja)
Maiski (russisch Майский) ist ein Dorf (posjolok) in Südrussland. Es gehört zur Republik Adygeja und hat 2343 Einwohner (Stand 2019). Im Ort gibt es 14 Straßen. м liegt 16 km südlich von Koschechabl (dem Verwaltungszentrum des Bezirks) auf der Straße. Krasny ist der nächstgelegene ländliche Ort.